# Второй отдел Генерального штаба Войска Польского
Второй отдел Генерального штаба (до 1928), затем Главного штаба Войска Польского (пол. Oddział II Sztabu Generalnego/Głównego Wojska Polskiego), или «Двуйка» (пол. Dwójka) — польская военная разведка в 1918—1939 годах. Отдел разведки при этом называли «офензива», а контрразведки — «дефензива».

## Становление военной разведки
В 1918 году Польша получила независимость. На создание и организацию вооружённых сил нового государства (Войска Польского) большое влияние оказала французская военная миссия в Варшаве под руководством генерала Поля-Проспера Анри, в составе которой было более 400 офицеров.
Генеральный штаб Войска Польского, подобно французскому Генеральному штабу, получил в свою структуру Второй отдел (аналог французского Второго бюро), который занимался разведкой и контрразведкой.
Руководителем Второго отдела был назначен майор Мечислав Мацкевич (Mieczysław Mackiewicz).

## Структура Второго отдела Генерального штаба
Структурный состав польской военной разведки был различным в разное время, но обязательно имел секции, отвечающие за ведение агентурной разведки в сопредельных государствах по направлениям, контакты с дипломатическими представительствами, гражданскими и военными источниками, а также аналитическую секцию и секцию криптографии.
Так, в 1921 году организационная структура «двуйки» выглядела следующим образом.
- Организационное отделение (Wydział Organizacyjny)

- Рефераты:

I — организационный
II — обучения
III — кадровый
IV — финансовый (с 1923 — бюджетный)
V — собственных шифров, корреспонденции и заграничной прессы
- Отделение сбора информации (Wydział Ewidencyjny)

- Рефераты:

I — Восток (СССР, Турция, Иран, Индия, Китай, Япония, Америка)
II — Запад (Германия, Франция, Бельгия, Нидерланды, Швейцария, Испания)
III — Север (скандинавские и прибалтийские страны, Великобритания)
IV — Юг (Австрия, Чехословакия, Венгрия, Болгария, Италия)
V — статистический
VI — национальный, с подрефератами: немецким, еврейским, украинским, белорусским, литовским, татарским, русским, чешским
- Разведывательное отделение (Wydział Wywiadowczy)

- Рефераты:

I — разведывательной техники, с подрефератами: A1 — диверсинной разведки, A2 — специальный (химической разведки), A3 — технического оснащения, химическая лаборатория, фотографическое бюро, паспортное бюро
II — центральной агентуры
III — контрразведывательный
IV — иностранных шифров
V — радиоразведки и радиоперехвата
- Адъютантская группа (Adiutantura)

В 1921 году центральный аппарат Второго отдела состоял из 64 офицеров, 12 унтер-офицеров, 1 хорунжего и 12 гражданских служащих. Размещался он в здании Главного штаба на Саксонской площади в Варшаве. К 1928 году штат расширился до 47 офицеров, 64 унтер-офицеров и 37 гражданских служащих. В 1929—1930 гг. структура Второго отдела претерпела основательные изменения, в результате которых были разделены разведывательное и контрразведывательное направления. Последняя предвоенная структура «двуйки» стала следующей:
- Шеф II отдела
- Первый заместитель шефа
- Второй заместитель шефа
- Общее отделение:

 — организационно-кадровый реферат
 — реферат обучения
 — бюджетный реферат
 — канцелярия
 — архив
- Отделение IIa (разведывательное):

 — реферат «Восток»
 — реферат «Запад»
- Отделение IIb (контрразведывательное):

 — общий реферат
 — контрразведывательный реферат
 — реферат охраны
 — национальный реферат
 — инспекторский реферат
 — реферат центральной агентуры
 — центральная картотека
- Отделение III (планирования разведки):

 — реферат планирования разведки
 — реферат планирования диверсий
 — реферат планирования пропаганды
- Отделение IV (исследовательское):

 — особый реферат «Германия»
 — особый реферат «Россия»
 — особый реферат общих исследований
- Бюро шифров и радиоразведки

 — реферат B.S.1
 — реферат B.S.2
 — реферат B.S.3
 — реферат B.S.4
- Особый реферат по общим вопросам
- Особый технический реферат (Технический институт)
- Особый ситуационный реферат «Германия».

## Направления деятельности
В первые годы существования основной целью польской военной разведки был Советский Союз и его Красная Армия. Во время Советско-польской войны (1919—1921 гг.) Второй отдел осуществлял деятельность по вскрытию состава сил и стратегических планов группировок РККА на советско-польском фронте. Криптографическая секция Второго отдела расшифровала код, использующийся противником, и практически в реальном масштабе времени получала расшифровки всех радиосообщений, которыми обменивались штабы РККА.
Однако в этот период наравне с удачами Второго отдела (например, перехват письма Ленина в Швейцарию относительно планов продвижения частей РККА через территорию Польши в Германию), можно отметить и его провалы (переход на сторону СССР польского резидента в Петрограде Виктора Кияковского-Стецкевича, и арест другого резидента, Игнатия Добжинского).
В дальнейшем к приоритетным задачам Второго отдела добавилась разведывательная деятельность против Германии и Чехословакии.
При этом сохранялось тесное сотрудничество и обмен информацией с французской военной разведкой.

## Территориальные и заграничные органы
Разведывательную деятельность на местах Второй отдел Генерального штаба Войска Польского осуществлял через так называемые экспозитуры (филиалы, резидентуры).
В 1921 на территории Польши было образовано шесть экспозитур.
- Экспозитура № 1 (Вильно) — разведывательная деятельность против СССР, Литвы и Латвии. С 1933 года подчинялась начальнику Корпуса охраны границы, оставаясь в организационном, кадровом и финансовом подчинении «двуйки».
- Экспозитура № 2 (Варшава).
- Экспозитура № 3 (Быдгощь, до 1930 — Познань) — разведывательная деятельность против Германии.
- Экспозитура № 4 (Краков, до 1930 — Катовице) — разведывательная деятельность против Германии и Чехословакии.
- Экспозитура № 5 (Львов) — разведывательная деятельность против СССР. С 1933 года подчинялась начальнику Корпуса охраны границы, оставаясь в организационном и финансовом подчинении «двуйки».
- Экспозитура № 6 (Брест-Литовский) — разведывательная деятельность против СССР. С 1926 — в подчинении вильненской экспозитуры № 1. Незадолго до нападения Германии экспозитура № 6 была сформирована заново в Лодзи.

Первоначально экспозитуры состояли из разведывательного реферата, офицера по снабжению и канцелярии. Впоследствии в их состав были включены аналитический, организационный и контрразведывательный рефераты и техническая лаборатория. Территория ответственности экспозитур делилась на секторы, в которых создавались «постерунки» (посты, пол. posterunek) и «плацувки» (объекты, пол. placówka) — отделения экспозитуры на местах. Кроме того, экспозитуры располагали прикомандированными офицерами в гарнизонах и воинских частях.
Военные атташе в польских дипломатических представительствах за границей формально подчинялись начальнику главного штаба, фактически же были сотрудниками Второго отдела.
На территории Вольного Города Данцига органом польской разведки и контрразведки был II (информационный) реферат военного отдела генерального военного комиссара Польши в Данциге. Военный отдел фактически подчинялся начальнику «двуйки», и лишь в организационном плане — генеральному комиссару. В начале 1930-х гг. военный отдел переподчинили начальнику третьей (быдгощской) экспозитуры и образовали в его составе «Гданьское информационное бюро» (Gdańskie Biuro Informacyjne, BIG; с середины 1930-х преобразовано в офицерский пост № 4 экспозитуры № 3). В зону ответственности BIG входили также Балтийское Поморье и Восточная Пруссия.

## Энигма
Одной из самых известных операций польского Второго отдела было его участие в расшифровке немецкого кода «Энигма».
«Энигма» — это коммерческое шифровальное устройство, позволяющее с минимальными временными затратами осуществлять обмен сообщениями с высокой степенью защищённости от расшифровки. Усовершенствованный вариант, созданный на основе коммерческого образца, в 1926 году был принят на вооружение рейхсвера.
В сентябре 1932 года криптографическая секция Второго отдела привлекло к сотрудничеству трех молодых людей — математиков Мариана Режевского, Тадеуша Лисицкого и Генриха Зыгальского. После ряда опытов им удалось определить алгоритм процессов, происходящих в «Энигме», и в соответствии с их инструкциями польская фирма «АВА» изготовила 17 экземпляров немецкой шифровальной машины, а также отдельные её части. Однако для расшифровки перехваченных сообщений польские копии «Энигмы» нуждались в специальных, периодически заменяемых, ключах.
Примерно в это же время французская разведка завербовала некоего Ганса-Тило Шмидта (брата генерал-лейтенанта Рудольфа Шмидта, будущего командира 1-й танковой дивизии во время Немецко-польской войны), который, кроме другой информации, предоставил французам ежемесячно копии таблиц соответствий (ключей) «Энигмы».
В рамках сотрудничества обе разведки договорились обмениваться информацией, а после захвата Польши Германией по одному экземпляру польской «Энигмы» получили Франция и Англия, что в дальнейшем позволило им успешно расшифровывать германские сообщения (операции «источник Зэд» и «Ультра»).

## Список начальников Второго отдела Генерального штаба Войска Польского
- майор Мечислав Мацкевич (Mieczysław Mackiewicz), 1918 — …
- подполковник Игнацы Матушевский (Ignacy Matuszewski), июль 1920 — август 1923 г.
- подполковник Михал Байер (Michał Bajer), август 1923 — май 1926 г.
- полковник Ежи Блешиньский-Ферек (Jerzy Błeszyński-Ferek), май 1926 — ноябрь 1926 г.
- подполковник Тадеуш Шетцель (Tadeusz Schaetzel), ноябрь 1926 — январь 1929 г.
- подполковник Тадеуш Пелчиньский (Tadeusz Pełczyński), январь 1929 — февраль 1932 г.
- полковник Теодор Фургальский (Teodor Furgalski), февраль 1932—1934 г.
- полковник Ежи Энглиш (Jerzy Englisch), 1934 — октябрь 1935 г.
- полковник Тадеуш Пелчиньский (Tadeusz Pełczyński), октябрь 1935 — январь 1939 г.
- полковник Юзеф Смоленьский (Józef Smoleński), февраль 1939 — сентябрь 1939 г.